# Fuchsia encliandra
Fuchsia encliandra är en dunörtsväxtart. Fuchsia encliandra ingår i släktet fuchsior, och familjen dunörtsväxter.

## Underarter
Arten delas in i följande underarter:
- F. e. encliandra
- F. e. microphylloides
- F. e. tetradactyla